# ヌーディズム

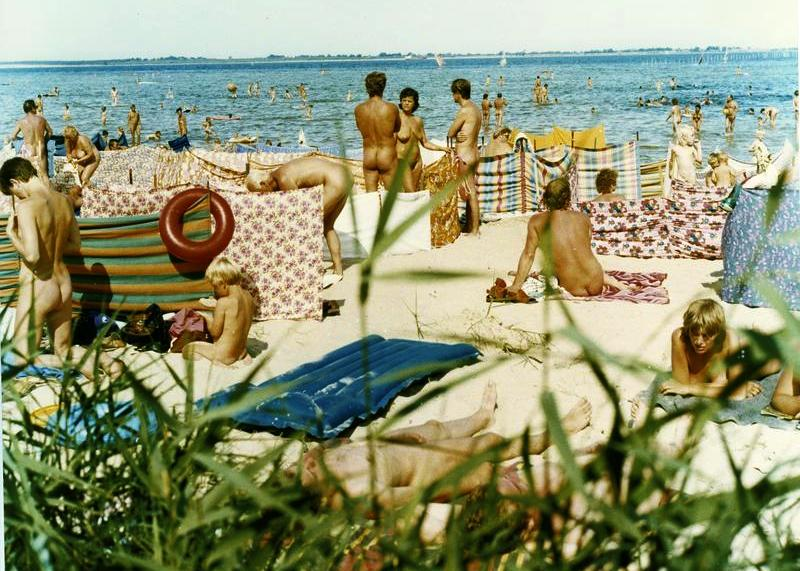
ヌーディストビーチ（ヴィスマール海岸、1984年8月28日）

ヌーディズム（英語: Nudism）は、全裸でありながら服を着た状態と全く同じように過ごすこと。ただし衣服を着て生活することが規範となっている社会における活動を言う。日本語では裸体主義（らたいしゅぎ）と言う。
ヌーディズムは、自然との関わりを強調してナチュリズム（英: Naturism ネイチャリズム）と呼ばれることもある。ドイツでは FKK（独: Freikörperkultur）と呼ばれる。
ヌーディズムを実践する者をヌーディスト (Nudist)、ナチュリスト (Naturist)、裸体主義者という。

## 概要
一般に、衣服の拘束からの解放感や、全身が直接日光や水や空気に触れることを楽しむことを目的に、日光浴・海水浴・外気浴・森林浴・スポーツなどを行ったり、全裸になって屋内で過ごす。レクリエーション、またリラックス法として実践される。
日常行われる「風呂に入る」「衣服を着替える」とは異なり、”自らが裸になる”プライベートな目的行為にもかかわらず、公衆の耳目を集める公園・海岸・森林などの場所で行われる場合に、”他人の裸を見る”ということが非目的であれ可能となることが非道徳的行為（わいせつ）と捉えられて問題となる。
欧州ではこれらが保全された場所で行われることは比較的理解が進んでいる。ドイツやフランスなどの「ヌーディズム先進国」では、家族や仲間でヌーディズムが実践されていて、公認のヌーディストエリアも多数存在する。また、ヌーディズムを否定的に捉える人との「棲み分け」を図るべく、専用のビーチやキャンプ施設等が設けられている場合も多い。ヌーディスト専用のホテルも存在する。ヨーロッパでは剃毛がごく普通におこなわれるため、現在のヌーディストは完全に局部を剃ってある人が多いが、陰毛に関する規定はなく、生やしていても良い。
ヌーディズム先進国では、いわゆる露出行為とは「性的感情の有無」などを基準に区別されている。しかし、”他人の裸を見る”ことが衆目を集め、また性欲の発露につながることを否定しきれないため、日本を含めてそれ以外の地域においては、両者を同一視されてしまうことも多い。

## ヌーディズムの歴史
19世紀末、ヨーロッパにおいて、工業生産の増大と鉄道、自動車による加速度的な近代化に反発するかたちで、自然回帰の動きが高まり、ハンドクラフト運動、禁煙・禁酒運動、健康食、健康飲料（果実ジュースなど）、ダンス、海水浴、日光浴、ワンダーフォーゲル、ハイキングなど野外活動の推奨などが声高に叫ばれ始めた頃に、こうした運動がまずドイツで始まり、続いて他のヨーロッパ各国に広がり、さらにアメリカ大陸やオーストラリアなどにも広まった。

1920年にフランス最初のナチュリズム施設「スパルタクラブ」がヴァル＝ドワーズ県にでき、1950年にはフランスナチュリズム連盟(FFN)が設立された。

ヨーロッパが東西の両陣営に分裂していた時分も、夏場には東欧諸国やソビエト連邦内部の欧州側にはこうした文化がしっかりと存在していた。

2002年の時点においてFFN加盟のヌーディストキャンプは約170ヵ所あるが、数十人を収容できるだけの簡単なキャンプ場から、大西洋岸のEURONATのような数千人を収容できる規模まで大小様々である。自治体によって認可されているヌーディズム用の海岸及び川、湖は2000年時点で約70カ所である。

2004年から2005年にかけて、中国や韓国でヌーディストビーチ開設の動きがあったが、実現しなかった。
2010年代に入るとヌーディズムは徐々に下火となり、クロアチアのアドリア海に面したヌーディストキャンプは、1980年代半ばの34か所から9か所にまで数を減らした。利用者も高齢化が進んでいる。

## ヌーディズムの現状
ヌーディズムを愛好して実践する者は、少数派に留まっている。しかし、西欧諸国など、「ヌーディストビーチ」や「ヌーディストキャンプ」が多数ある国も存在する。南フランスのキャプ・ダグド (Cap d'Agde) のような大規模な施設は「ヌーディストリゾート」と呼ばれることもある。
こうした活動のできる場所のガイドブックは、ヨーロッパでは夏場、駅のキヨスクのようなところで簡単に手に入れられる。国家や地方自治体が公的に用意した観光案内のホームページでもヌーディズムの紹介が掲載されたり、ヌーディストサイトを紹介するガイドブックがダウンロードできるなど、社会的に一定の認知を受けている。海岸だけでなく大都市部の真ん中の公園なども夏場は、こうした愛好者たちが集まって来る。教会や市議会などでは毎年のように対応が議論されている。
全裸が義務づけられて裸になる者だけが入場できる所と、服は着ても着なくてもいい("clothing optional")という所があるが、いずれの場合でも、他人の裸を見ることではなく、自分が裸になることを楽しむための場所である。ヌーディズムが一定の社会認知を得ている欧米でも、法律とのトラブルを避けるためにも性的な行動を除外しようとする所が多い。例外的に、性的な関係を求める者が集まる危険な場所も存在する。
これらの場所には、その規模によって様々だが、プール・サウナをはじめ、テニス場・アーチェリー場・ジムなどのスポーツ施設や、売店・レストラン・子供の遊び場などが設置されている。また、イベントとして、スポーツ大会・歌謡・ダンスパーティー・コンテスト・ボディペインティング・映画上映会などが催されることがある。これらを総称してヌードレクリエーション（略してヌーレク）と言う。
一般的には、週末や休日などにこれらの場所に、カップル、夫婦、家族連れなどで出かけ、日帰りで、あるいは宿泊して(1泊から、夏の長期休暇には数週間も)過ごす。椅子などに座る際はタオルを敷くことが衛生上のエチケットとして求められる。裸でいることを除いて、基本的な日常生活でのマナーは全て必要である。
また、特別な場所に出掛けるのではなく、自宅等において全裸で日常生活を行う者がいる。また、他人が立ち入らない野山や海岸でヌーディズムを実践する者もいる。露天風呂や混浴風呂などの施設を利用して、全裸の開放感を楽しむ者もいる。
平和を求めたり、戦争・環境汚染・野生動物の狩猟に反対するために、全裸でアピールを行う場合がある。全裸で自転車に乗り、自動車による環境汚染に抗議するNaked Bikeが有名で、パリやロンドン、マドリード、モントリオール、メキシコ市など世界各都市で毎年行われている。
米国のミシガン州立大学には、学生が全裸で町を走るNaked Mileという伝統行事が2004年まであった。
ヌーディズムの国際団体として「国際ナチュリスト連盟(International Naturist Federation/INF)」(1953年創立、本部ベルギーのアントウェルペン)があり、またアメリカ大陸やヨーロッパ、オーストラリアなどの各国に国内組織がある（例えば、アメリカ合衆国のAmerican Association for Nude Recreation/AANR、フランスのFédération française de naturisme/FFNなど）。
「イグノーベル賞」の2004年文学賞に「米国ヌーディスト研究図書館 (The American Nudist Research Library)」が選ばれている。

## 日本の状況
2009年現在、日本には自治体公認のヌーディストビーチなど、公共のヌーディズム実践の場所は存在しない。刑法上の問題で公共の場で全裸でいることが可能なのは、銭湯や公衆浴場、露天風呂などを除いてほとんどない。また男女が同時にというのは、混浴の場合が唯一許容されている例である。

### 歴史
1970年代初めには、和歌山県の白浜海岸で、ヌーディストビーチを設置する計画があったが、実現しなかった。またその後、インターネットの普及により1997年頃からヌーディズム関係のホームページが開かれるようになり、掲示板上での交流が行なわれ仲間を集めて活動したり、私的なクラブが設立されたりしているが、公共のヌーディストビーチを開設しようとするなどのまとまった形のヌーディズム運動が展開されるには至っていない。

### 実践における問題点
全裸になって他人の性的羞恥心を害すると刑法第174条の公然わいせつ罪に問われ、わいせつの解釈や状況次第では有罪になることもある。ヌーディズムは日本人全体から見ればごく少数による活動であり日本で広く理解を得ているとは言いがたく、全裸が性欲を興奮させ刺激する行動であると考える者が多数なので、たとえ私有地や屋内であっても他者の目に触れる状況であれば変質者や露出狂とみなされる。しかし、刑法にはヌーディズムそのものを制限する条文はないので、当然ながら他者の目に触れない場所での実践まで制限されていない。
刑法上の問題以外でも、ヌーディズムに反対する意見の根幹にあるのは、公共の場などで「裸でいること」そのものに対する反対であり、「裸でいること」を必要条件とするヌーディズム推進派とは根本的に相容れない。ヌーディズム推進派はこれに対し、活動が性愛的な要素を含まないこと、「裸でいること」による健康面における様々な効果、「裸でいること」に対する羞恥心や嫌悪感は後天的なものであることなどを主張している。このことに対して、喫煙に対する解決方法が、禁煙と分煙であることが参考になる。

### 合法化について
ヌーディズムの盛んな欧米においては、当初「違法」とされながらも歴史を経て、一般の場所では全裸になることが許容されなくても、特定の場所（例えばヌーディストビーチなど）では全裸でいることを「公然猥褻」などの適用外とするような法解釈の変更や法令の改正が行われたケースがある。日本でもそれを念頭に置いて合法化を目指すべきと考えている者もいる。現行法に抵触しない範囲と判断して、私有地や他人の訪れる可能性が低い場所で実践している者もいる。